# John Wellborn Root
John Wellborn Root (10 de enero de 1850-15 de enero de 1891) fue un arquitecto estadounidense que se hizo su carrera en el estudio de arquitectura de Daniel Burnham en Chicago (Estados Unidos). Fue uno de los fundadores del estilo de la Escuela de Chicago. Dos de sus edificios han sido designados Monumento Histórico Nacional; otros han sido designados monumentos de Chicago y están incluidos en el Registro Nacional de Lugares Históricos. En 1958, recibió póstumamente la Medalla de Oro del American Institute of Architects.

## Carrera

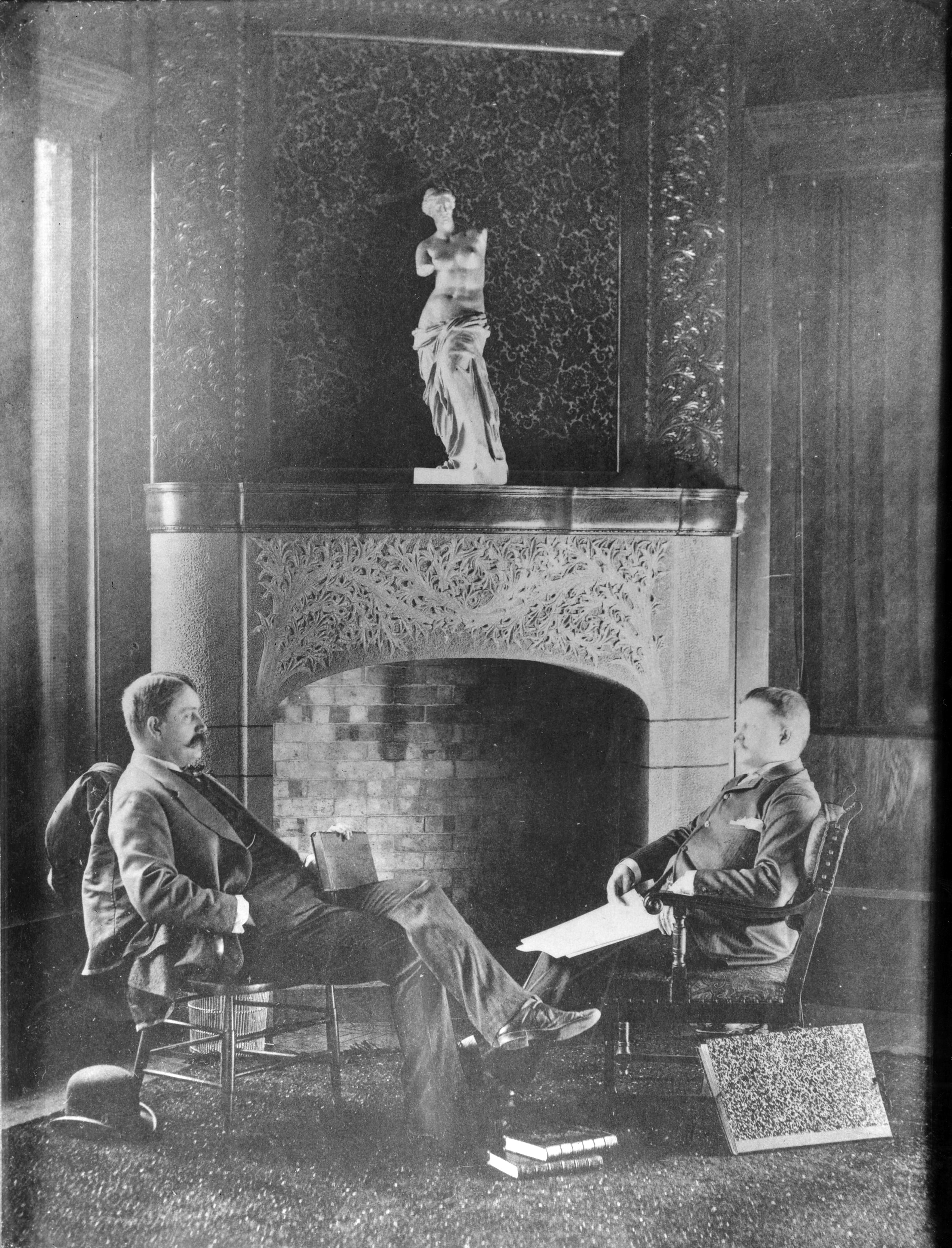
Daniel H. Burnham y John W. Root

Root nació en 1850 en Lumpkin hijo de Sidney Root, un plantador, y su esposa, Mary Harvey Clark. Fue nombrado después de un tío materno, Marshall Johnson Wellborn. Root se crio en Atlanta, donde primero se educó en casa. Cuando Atlanta cayó ante la Unión durante la Guerra de Secesión, el padre de Root lo envió a él y a otros dos niños en un barco de vapor al Reino Unido, donde su padre, Sidney, tenía un negocio de transporte marítimo con sede en Liverpool. Su madre y su hermana fueron a Cuthbert.
Mientras estaba en Liverpool, Root estudió en la escuela Clare Mount. Se dice que su trabajo de diseño posterior estuvo influenciado por el trabajo pionero del arquitecto de Liverpool Peter Ellis, quien diseñó y construyó los dos primeros edificios del mundo con paredes de cortina de vidrio y estructura metálica, Oriel Chambers (1864) y 16 Cook Street (1866).
Tras regresar a Estados Unidos, en 1869 Root obtuvo una licenciatura de la Universidad de Nueva York. Después de graduarse, tomó un trabajo con el arquitecto James Renwick, Jr. de Renwick y Sands de Nueva York como aprendiz no remunerado. Más tarde ocupó un puesto con John Butler Snook en Nueva York. Mientras trabajaba para Snook, fue supervisor de construcción en el Grand Central Depot original, predecesor del Grand Central Terminal de Warren y Wetmore. Root estuvo muy influenciado por la arquitectura de Henry Hobson Richardson.

### En Chicago
En 1871, Root se mudó a Chicago, donde trabajó como dibujante en un estudio de arquitectura. Conoció a Daniel Burnham y dos años después, en 1873, los jóvenes formaron la firma Burnham and Root ; trabajaron juntos durante 18 años. Durante la recesión económica de 1873, Root obtuvo ingresos adicionales en trabajos con otras empresas y como organista en la Primera Iglesia Presbiteriana.
Root desarrolló el sistema de balsa flotante de vigas de acero entrelazadas para crear una base para edificios altos que no se hundirían en el suelo pantanoso de Chicago. El primer uso que hizo Root de este sistema revolucionario fue para el Montauk Building en 1882. Más tarde transfirió el uso del marco de acero a los muros de carga verticales en el Edificio Phenix de 1887, en imitación del Edificio de Seguros para el Hogar de William LeBaron Jenney de 1885.
Root, Burnham, Dankmar Adler y Louis Sullivan formaron la Western Association of Architects porque se sintieron menospreciados por los arquitectos de la Costa Este. Root se desempeñó como presidente en 1886. En 1887, fue elegido director del American Institute of Architects. Su trabajo de sus mejores años ha sido reconocido por su importancia al ser designado como Hito histórico nacional, Registro Nacional de Lugares Históricos y monumentos de Chicago.
Trabajó en el plan para la Exposición Colombina Mundial en Chicago. Antes de que se construyera, Root murió de neumonía en 1891 a la edad de 41 años. Lo enterraron en el cementerio Graceland de Uptown Chicago.

## Vida personal
Root se casó con Mary Louise Walker en 1879, pero murió de tuberculosis seis semanas después. En 1882, se casó por segunda vez con Dora Louise Monroe (hermana de Harriet Monroe). Su hijo John Wellborn Root, Jr. también ejerció en Chicago como arquitecto. La cuñada de Root, Harriet Monroe, fue autora de la biografía John Wellborn Root: A Study of His Life and Work (1896).

## Edificios significativos
- Grannis Block (1880) Chicago (demolido)
- Iglesia de San Gabriel (1880) Chicago
- Montauk Building (1882–1883) Chicago (demolido)
- Rookery Building (1885) Chicago, Hito histórico nacional (NHL)
- Phoenix (Phenix) Building (1887) Chicago (demolido)
- Iglesia Presbiteriana de Lake View[6] (1888) Chicago
- Monadnock Building (1889), Chicago, Registro Nacional de Lugares Históricos (NRHP)
- Society for Savings Building, Cleveland, (1889), NRHP
- Reliance Building (1889) Chicago, solo la planta baja, NHL
- Keokuk Union Depot (1891) Keokuk, NRHP

## Galería

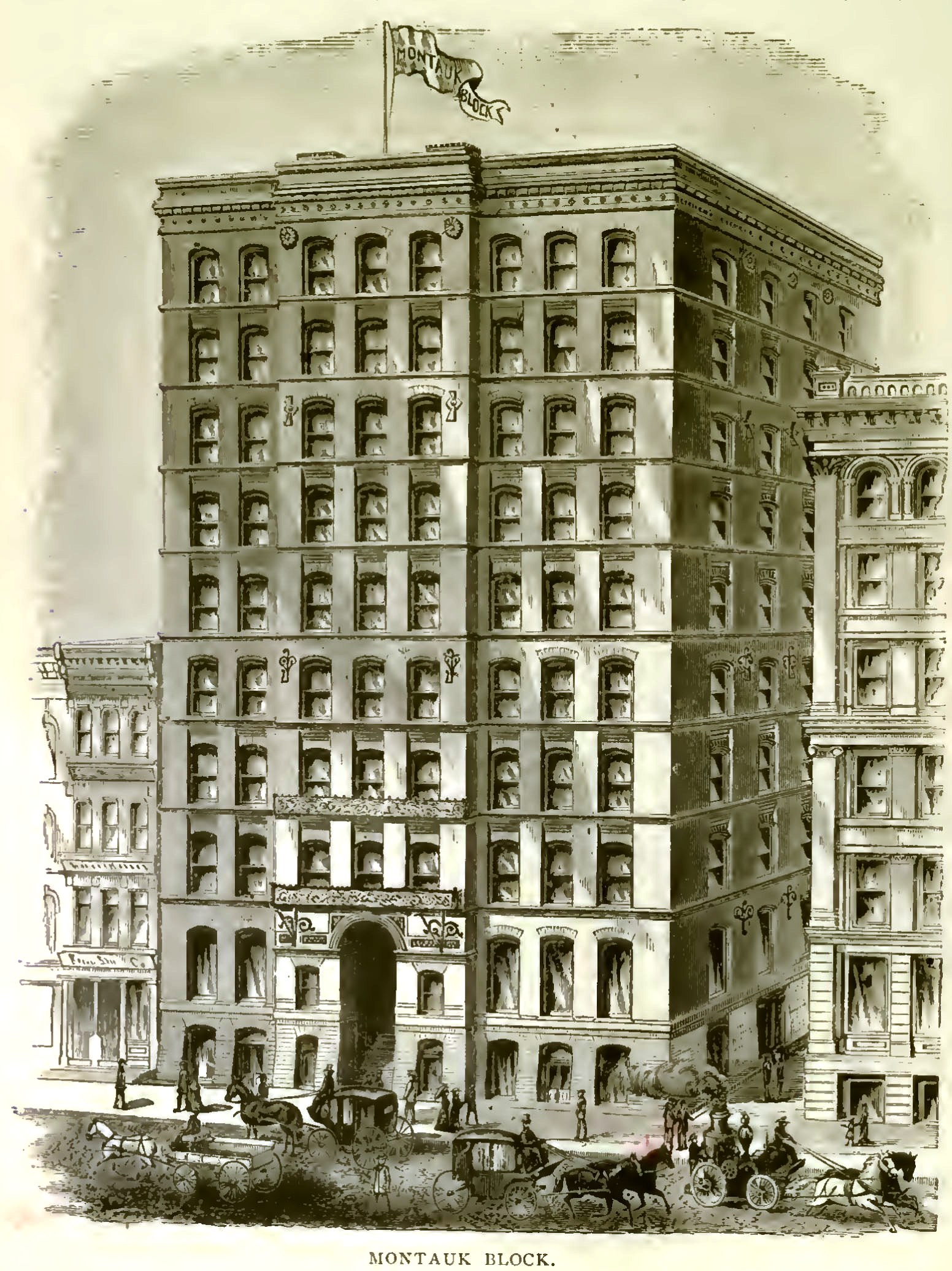
Montauk Building
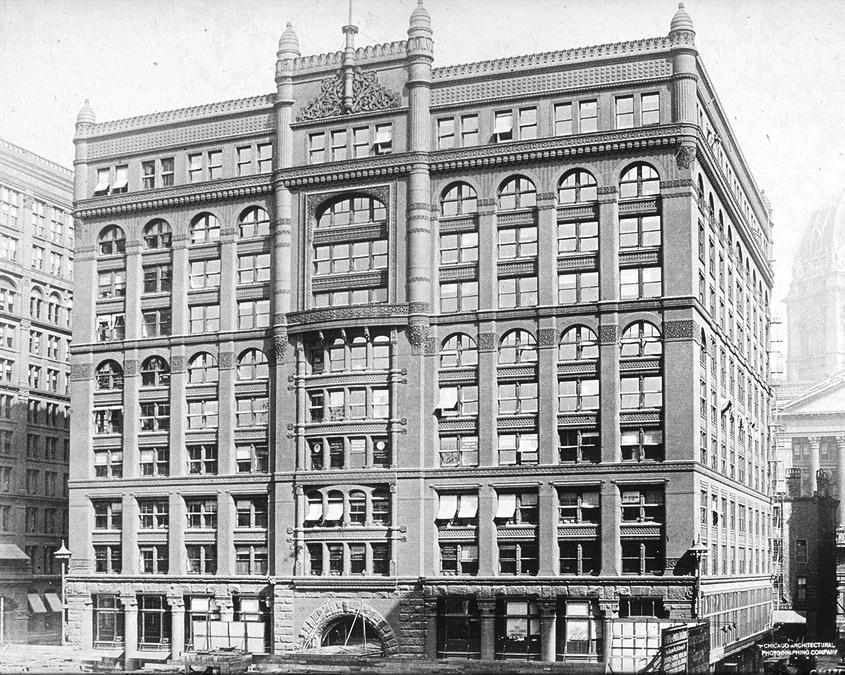
Rookery Building
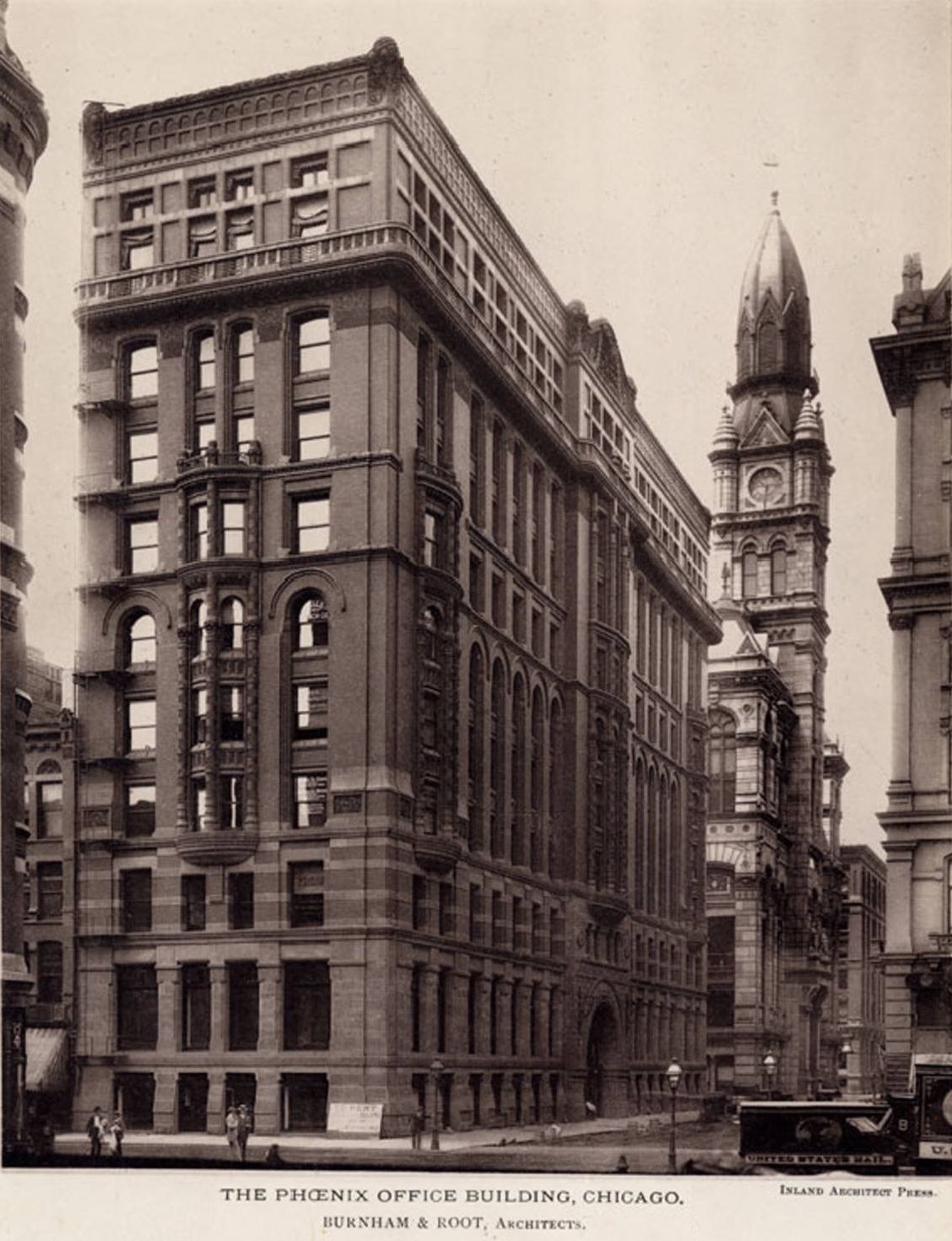
Phenix Building
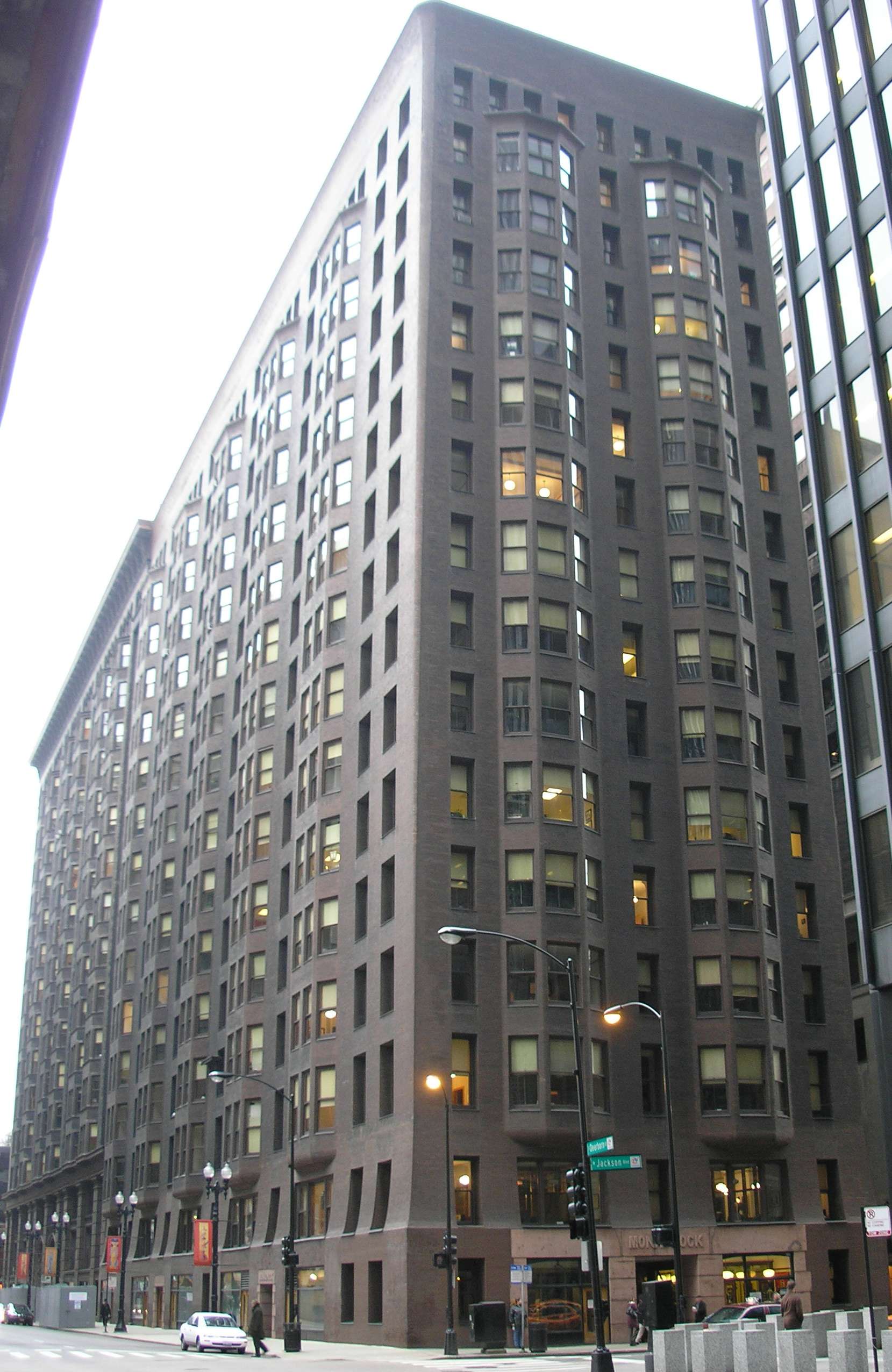
Monadnock Building
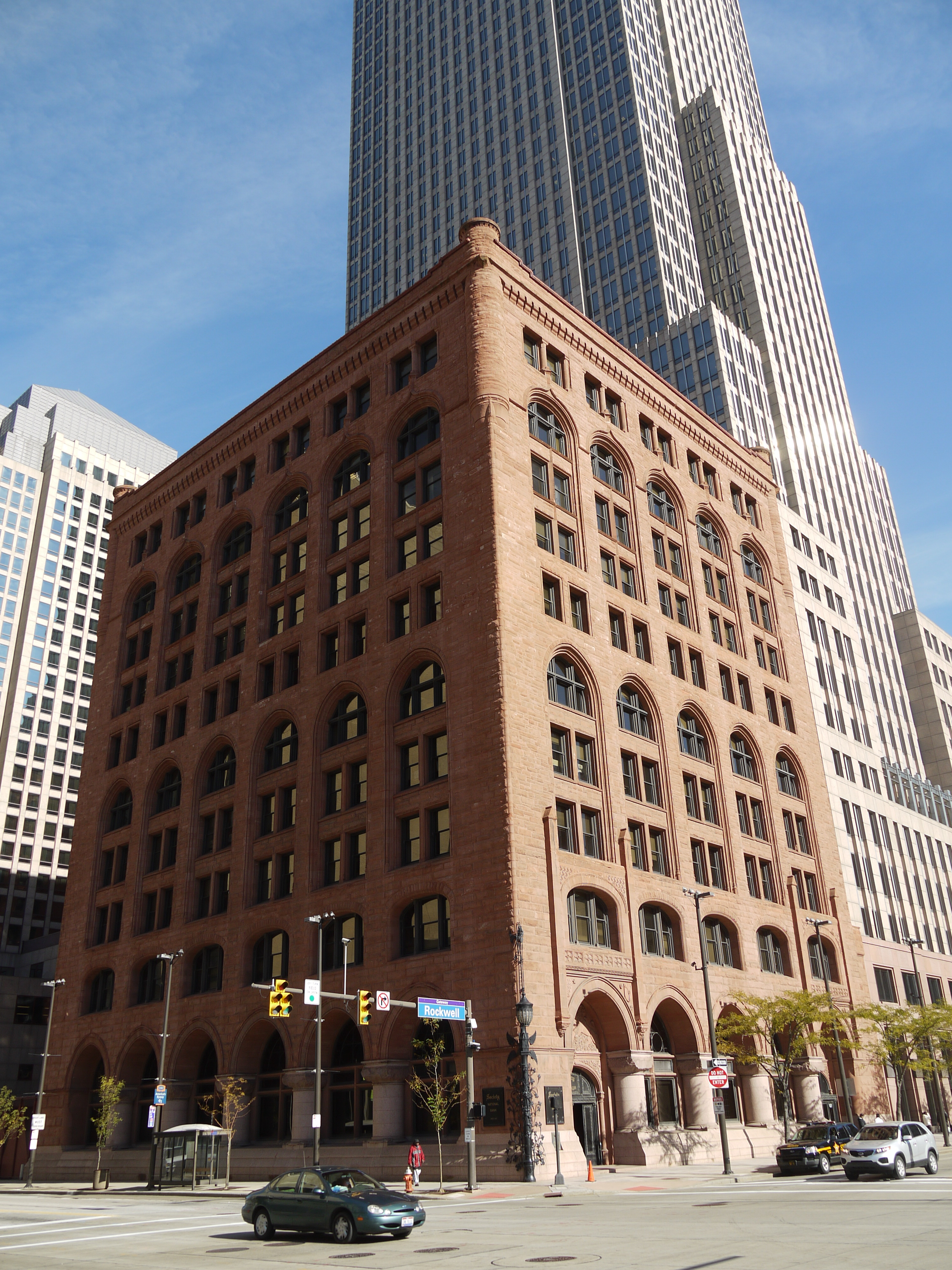
Society Building
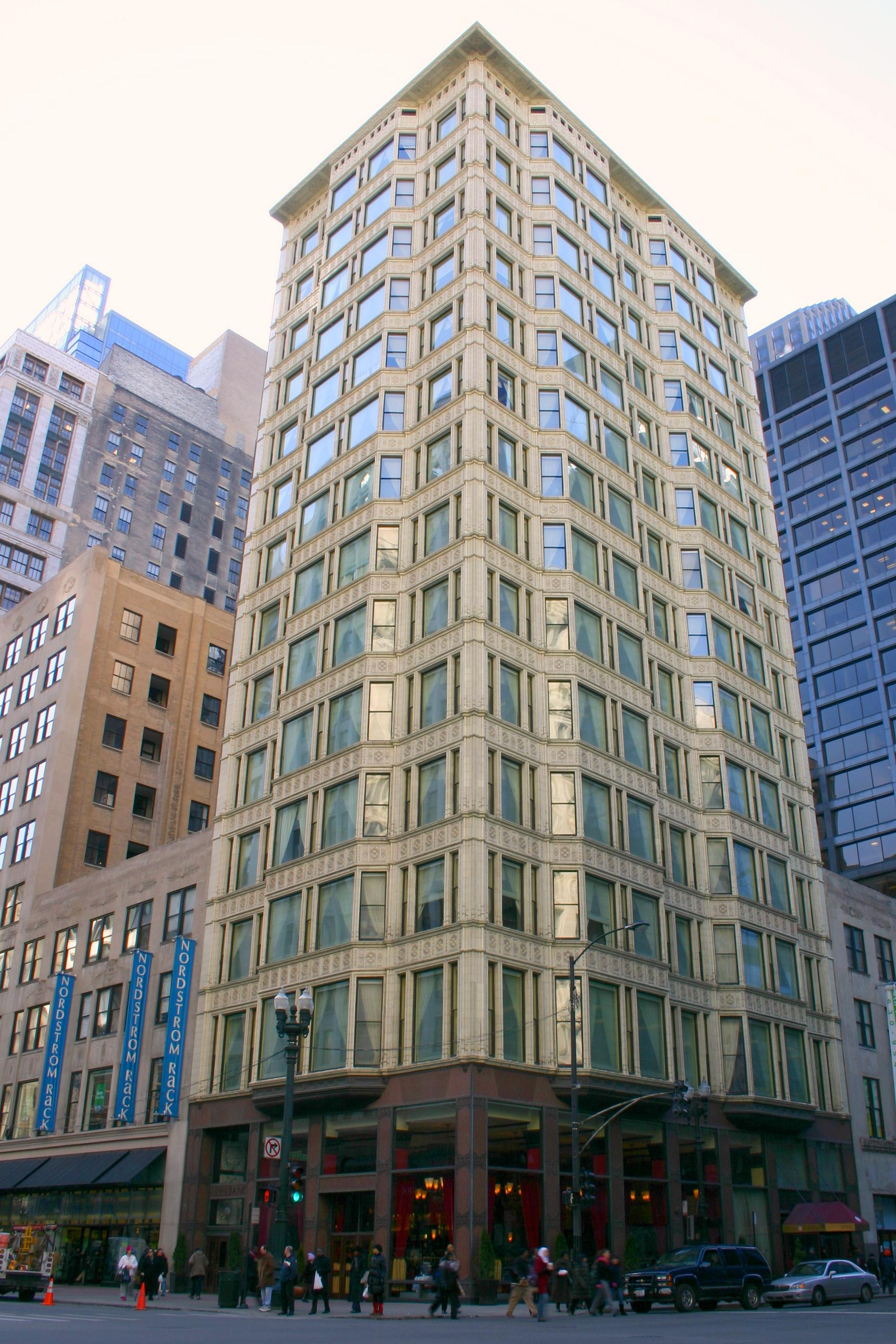
Reliance Building